# Volkswagen Type 18A

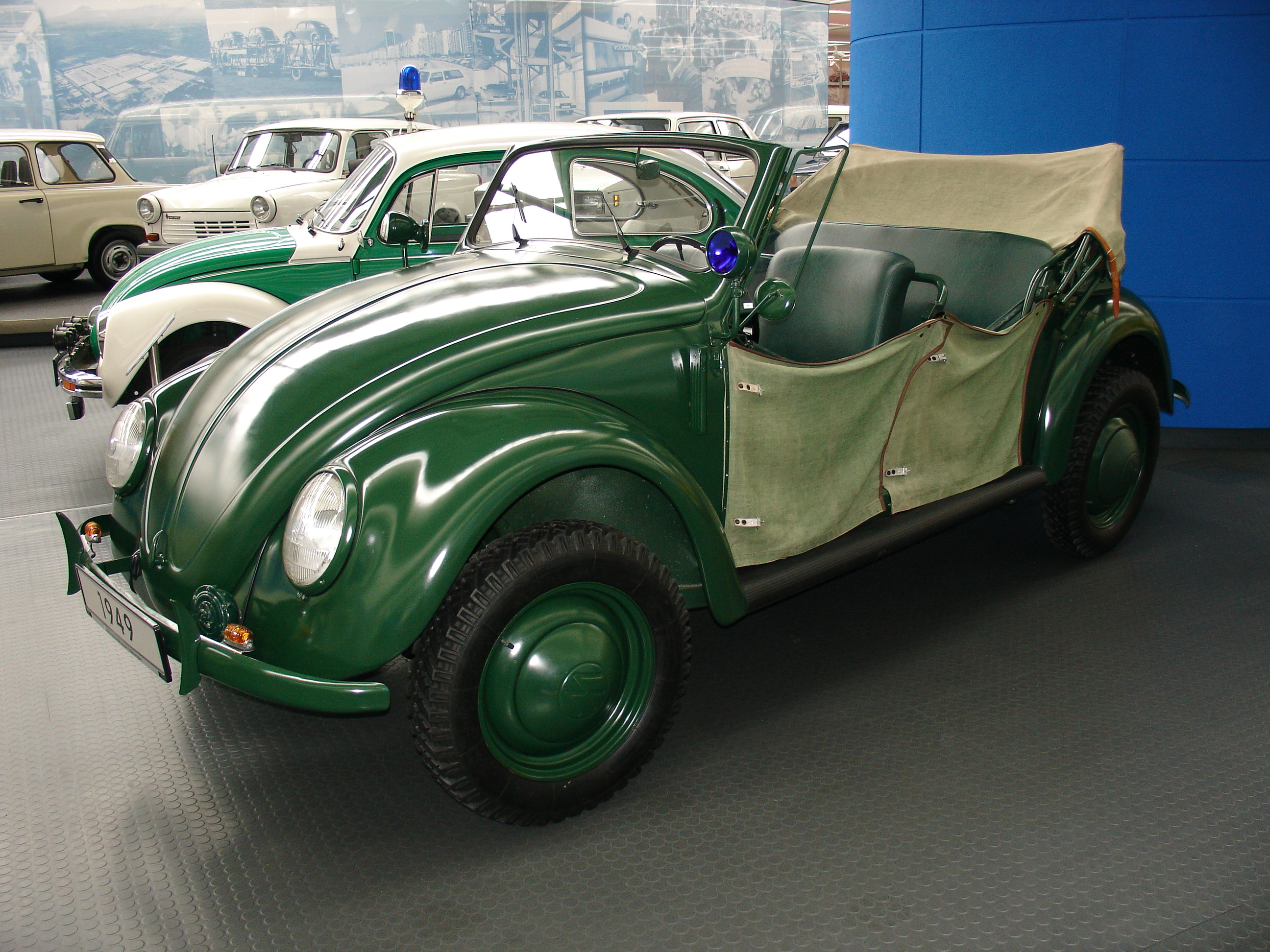
Une Type 18A produite par Hebmüller.

La Volkswagen Type 18A est une automobile basée sur la Volkswagen Coccinelle (Type 1) spécialement conçue pour la police allemande et dont la production commence après-guerre, en 1949.
En allemand, elle s'appelle « Polizei Cabriolet » ou « Gendarmerier ».  

## Caractéristiques
La Type 18A offre quatre places. Elle est dépourvue de portes, ce qui facilite l'entrée ou la sortie de la voiture mais la rend inconfortable durant l'hiver. Elle est propulsée par le moteur de la Type 1 de série de 1 131 cm3 développant 25 ch (19 kW), lequel permet une vitesse maximale de seulement 100 km/h. Son plancher est renforcé, les freins sont mécaniques.

## Histoire
Au total 482 véhicules seront produits, dont 203 par l'entreprise Karosserie Austro-Tatra.
La voiture est initialement fabriquée par Hebmüller, mais en 1950 la production est confiée à Karmann. Plus tard, une version avec portes (15A M47) est également produite. À la fin des années 1940, quatre types de Polizei Cabriolet différents sont fabriqués à partir de types 1 ou de trains roulants VW par Karmann, Hebmüller (qui propose un toit et quatre portes en toile), Papler (basé à Cologne, dont le modèle est doté de portes en acier ; seuls deux modèles sont répertoriés aujourd'hui), et Austro-Tatra (qui utilise aussi des portes en acier et, comme le modèle Hebmüller, un toit en toile).
Cette automobile sera également utilisée par le service d'incendie de Berlin-Est.